# Léonce Alayrac
Léonce Alayrac, né le 27 octobre 1833 à Anzin et mort le 29 mars 1906 à Arras, est un ingénieur civil des mines du XIXe siècle, administrateur de la Compagnie des Mines de Courrières lors de la catastrophe de 1906.

## Vie civile
Léonce Augustin Alayrac est né à Anzin le 27 octobre 1833. Il est le fils de Pierre Alayrac, négociant, et d'Elisabeth Jénart. Parmi les témoins de l'acte de naissance figure Antoine Augustin Alayrac, notaire à Gramat (département du Lot).
Après ses études secondaires au Collège de Valenciennes, il prépare Polytechnique mais ne peut s'y présenter atteint par la limite d'âge et finalement entre à l'École des mines de Saint-Étienne dont il sort ingénieur civil dans la promotion 1857,.
Il épouse le 19 août 1863 à Hénin-Liétard (devenue depuis Hénin-Beaumont) Louise Félicie Augustine Demarquette. A cette date, Léonce Alayrac est ingénieur civil des mines attaché à la Compagnie des mines houillères de Courrières et domicilié à Billy-Montigny. Ses parents sont décédés à Anzin. La mariée est née à Hénin-Liétard le 21 mars 1842, sans profession, fille de Napoléon Désiré Demarquette, né à Harnes, âgé de 55 ans, docteur en médecine de la faculté de Paris, pendant plusieurs années maire d'Hénin-Liétard, et de Victorine Rosalie Masclet, native d'Harnes, âgée de 48 ans, propriétaire, domiciliés à Hénin-Liétard. Un contrat de mariage a été passé le 16 août devant Maitre Damoison notaire à Hénin Liétard. Un témoin du marié est son oncle Adrien D'Alayrac, 69 ans, colonel d'artillerie en retraite, Commandeur de la Légion d'Honneur et de Saint Grégoire le Grand (Ordre de Saint-Grégoire-le-Grand), domicilié à Gramat.
Le couple a plusieurs enfants dont un fils Joseph directeur de la Société du gaz de Versailles et un beau fils Ingénieur des Arts et manufactures lors du décès de Léonce Alayrac.
Résidant à Billy-Montigny en 1894, malade dans les dernières années de sa vie, il meurt à Arras le 29 mars 1906, peu de temps après la Catastrophe de Courrières de 1906. Cette dernière semble l'avoir beaucoup affecté et porté un coup fatal. De plus elle coïncide avec un drame personnel : la perte d'un petit-enfant âgé de 4 ans.

## Carrière professionnelle
En 1858, Léonce Alayrac entre à la Compagnie des mines de Courrières comme ingénieur.
Il procède à l'étude géologique du bassin houiller du Pas-de-Calais et spécialement de la concession de Courrières. Il contribue à la découverte du gisement qui a déterminé la création de sept nouveaux sièges d'extraction et qui a permis de faire passer la production de 80 000 tonnes à 1 400 000 tonnes.
Il œuvre à l'établissement des travaux souterrains et à l'étude puis à la mise en place des infrastructures de surface : chemin de fer, canaux, ateliers  machines permettant de réaliser le développement de la production.
Les études géologiques du bassin ont valu à Léonce Alayrac, une médaille d'argent lors de l'Exposition universelle de 1878 et une médaille d'or à l'Exposition universelle de 1889.
Dans la Compagnie des mines de Courrières, il sera ingénieur, ingénieur conseil et enfin administrateur.
Léonce Alayrac était également membre du Comité de l'industrie minérale.

## Œuvres
- Léonce Alayrac a publié plusieurs articles techniques dans le Bulletin de la Société de l'industrie minérale[5].
- Membre résidant de l'Académie des sciences, lettres et arts d'Arras, il y a publié un abrégé de l'histoire des mines du Pas-de-Calais[10].

## Distinctions
- Chevalier de la Légion d'honneur (décret du 7 janvier 1894 sur proposition du Ministre des Travaux publics). La décoration lui fut remise par Monsieur Élie Reumaux, ingénieur en chef des mines à Lens, chevalier de la Légion d'honneur, collègue et ami du récipiendaire (Léonce Alayrac versera au Grand Chancelier une somme destinée aux œuvres gérées par ce dernier[1]).